# Театральная площадь (Одесса)
Театральная площадь (укр. Театра́льна площа) — площадь в Приморском районе Одессы. Расположена в историческом центре города, в границах между переулком Чайковского, сквером Пале-Рояль, Одесским музеем флота и двумя внутренними углами, образованными Ланжероновской и Ришельевской улицами.

## История
Впервые название «Театральная» появилось в 1809 году, после открытия здесь первого городского театра.
До строительства существующего в наши дни здания театра Оперы и балета, название «Театральная площадь» приписывалось большой открытой площадке перед портиком первого театра, который был уничтожен пожаром в 1873 году.
Современный облик площадь приняла уже после Великой Отечественной войны, когда было принято решение снести дома под первыми номерами, значительно пострадавшими во время бомбардировок Одессы в дни обороны города. В 1952 года на Театральной площади появились Доски почета передовиков производства и стенды с показателями социалистических достижений. В дни празднования 20-й годовщины освобождения города от немецко-фашистских захватчиков, 10 апреля на площади появился мемориал с первыми имена Героев Советского Союза. С тех пор мемориал пополняется новыми именами Героев

## Достопримечательности
- Одесский театр оперы и балета обращен главным входом к Театральной площади.
- Мемориальные доски в честь Героев Советского Союза, Полных кавалеров Ордена Славы, лиц, удостоенных четырёх медалей «За отвагу» (левая сторона площади, если стоять спиной к театру)[2]; Героев Социалистического труда (правая сторона).

## Транспорт
- Маршрутное такси: № 175.
- Троллейбус: 7, 9.